# Kémia
La kémia o kamia (literalment « quantitat » en àrab tunisià) és un assortiment d'amuse-gueules que se serveix al moment de l'aperitiu (l'anís en els peu-negres) o en acompanyament de begudes alcoholitzades a tots els taulells de bistrots algerians i tunisians.
Aquest costum tradicional a Algèria i a Tunísia segueix els consells mèdics recomanant d'associar la ingesta d'alcohol a l'alimentació. És pròxima de l'aperitivo italià.
La kémia s'acompanya perfectament amb una partida de belotte o de shkouba.

## Composició
- Tramussos (tramousses en pied-noir)
- olives, picants de preferència
- musclos a l'escabetx
- cacauets
- pistatxos
- ametlles torrades
- pastanagues[2] amb comí (zroudia mchermla)
- n'tchouba
- cocas (coques)
- calentica
- chakchouka
- sfiria
- merguez kemia d'Alger
- kebda mcharmla, fetge en salsa dersa
- diverses verdures marinades
- glibettes, llavors de gira-sol o de carabassa torrades
- melha o bnina, llavors de lli torrades
- cigrons torrats, coneguts sota el nom de torraïcos, mot d'origen espanyol
- foul, faves amb comí amb un filet de suc de llimona
- patates amb harissa
- branques de fonoll
- caracoles (caragols)
- sipions al negre (sípies petites cuites amb la seva tinta)
- altres peixos i fruits de mar, torrats o fregits
- torchi, naps o altres verdures marinats
- botàtiga
- kaki, trosset de pa sec amb sal grossa
- diferents amanides i salses com l'amanida tunisiana, l'amanida méchouia, l'amanida de pop tunisiana, el omek houria, la tastira o la salsa kerkennienne.

## Vegeu tambmé
- Amuse-gueule
- Antipasti
- Mezze
- Tapes